# Kirchborgumer Kirche

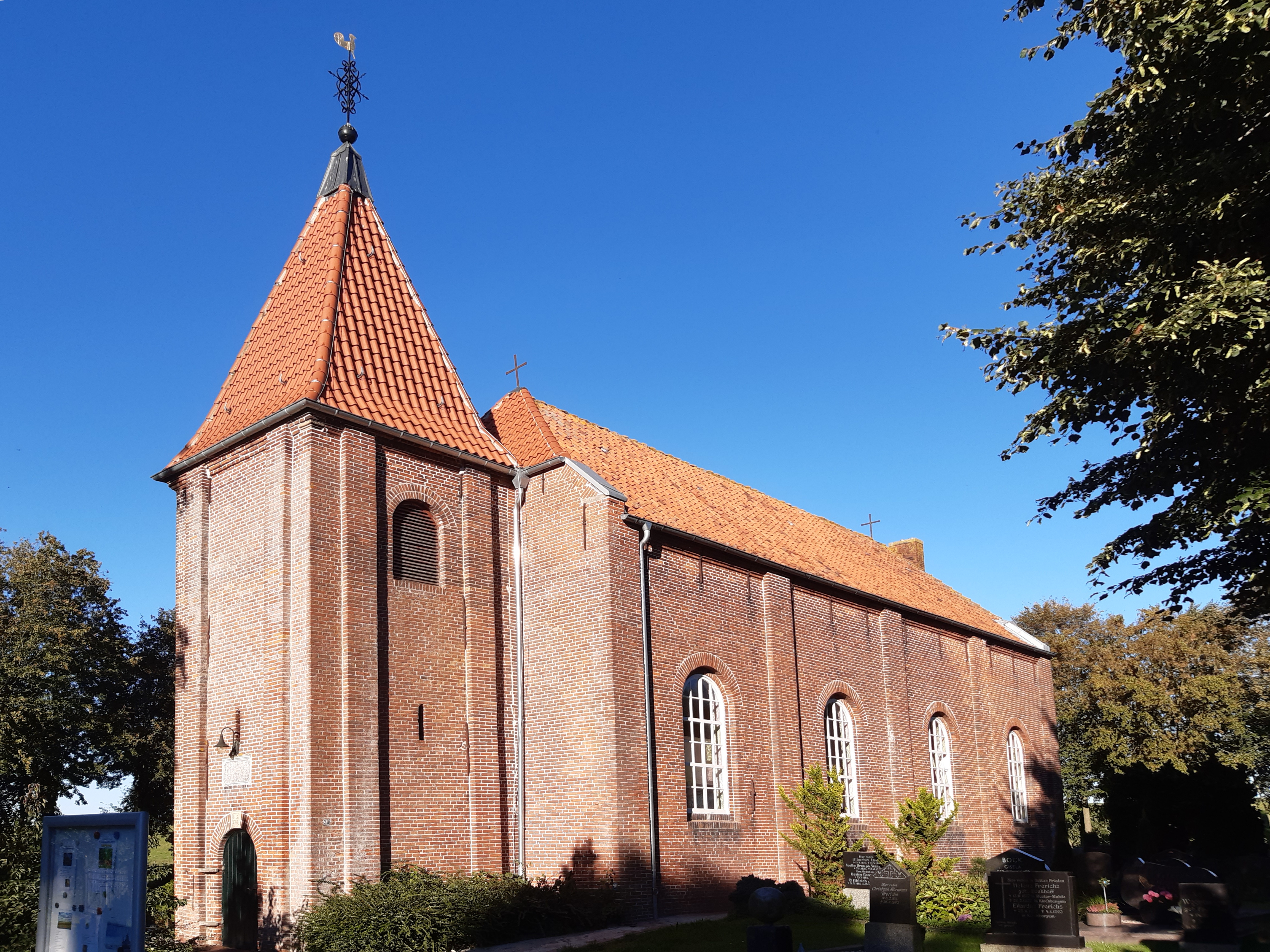
Kirchborgumer Kirche

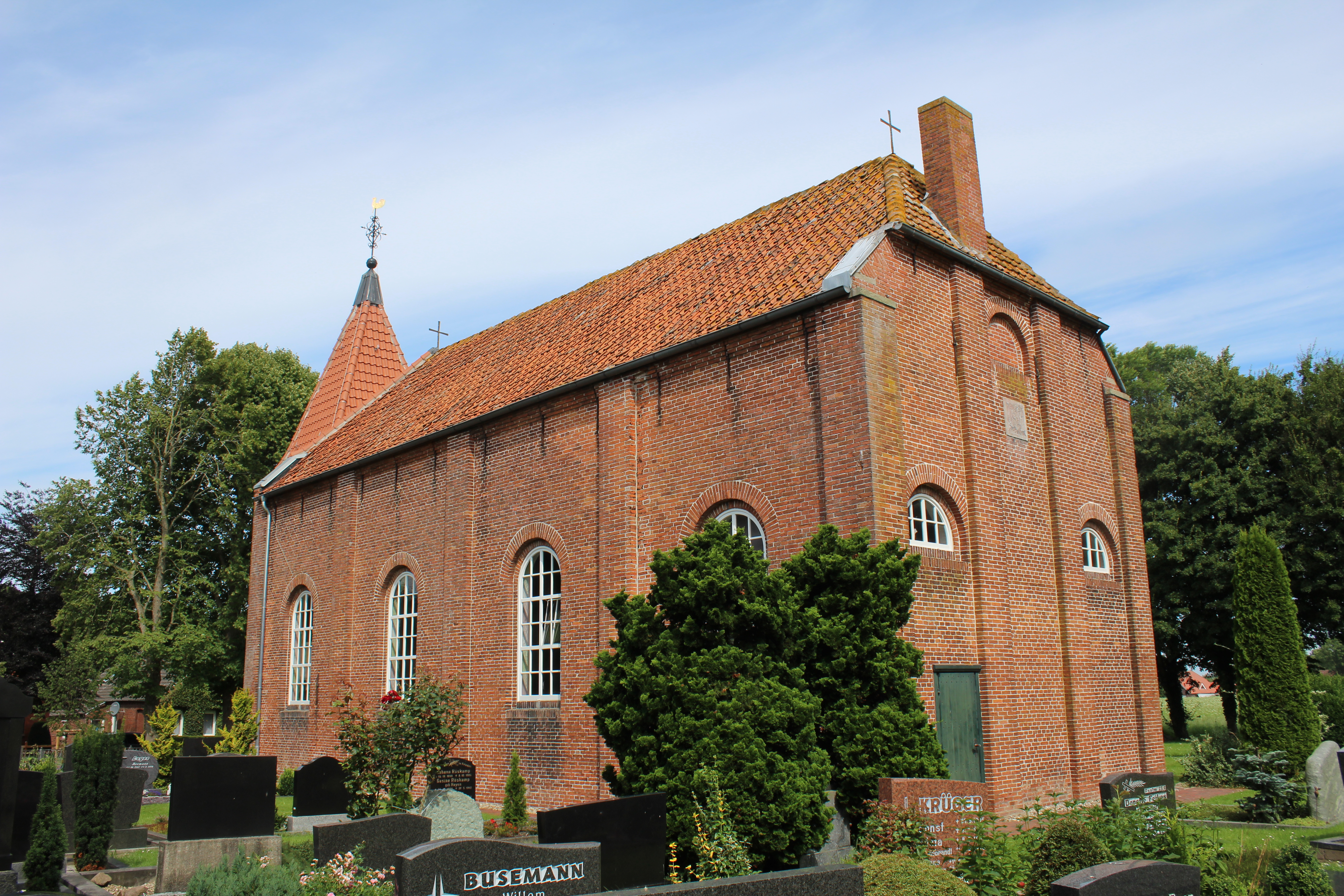
Ansicht von Südosten

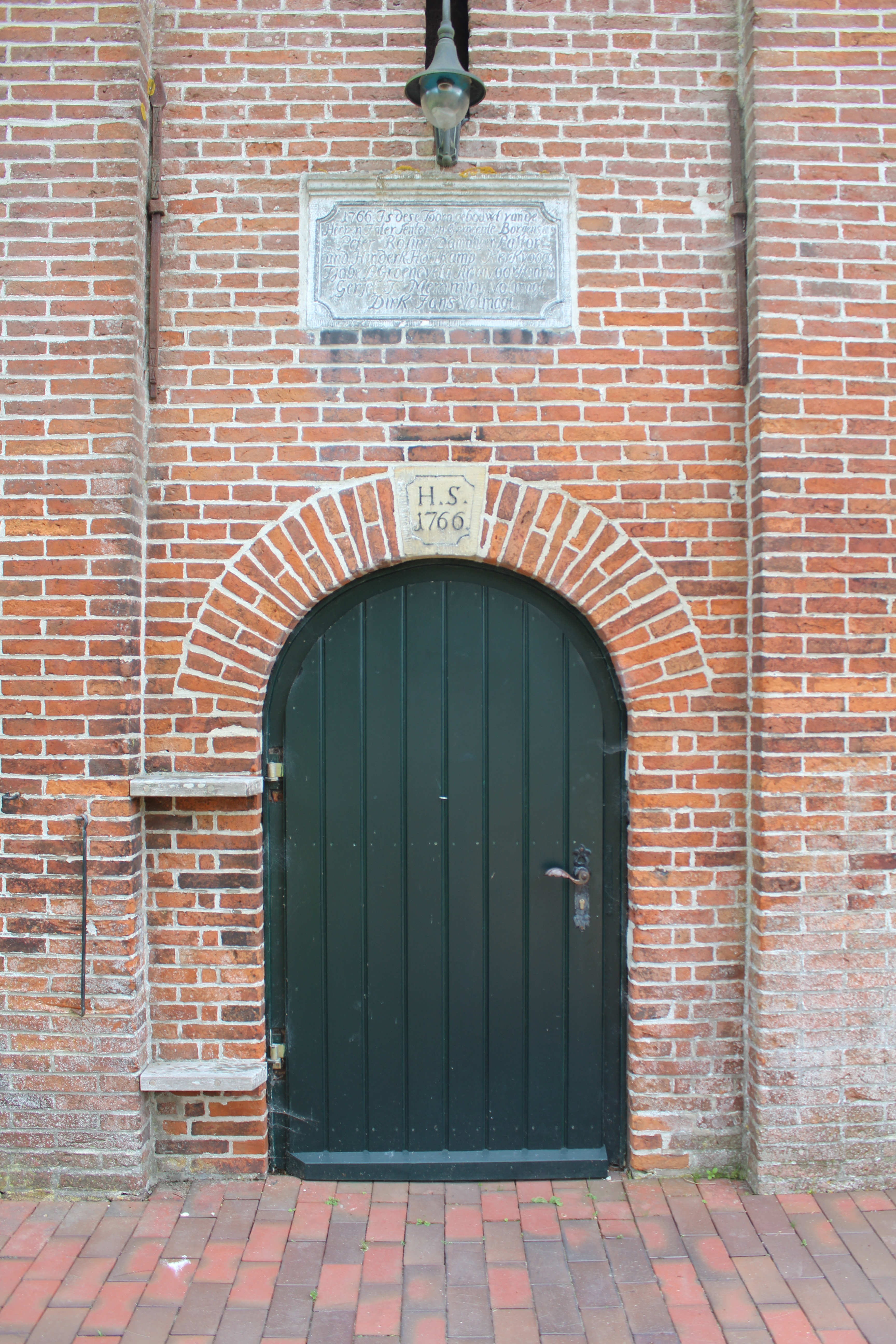
Westportal mit Bauinschrift

Die evangelisch-reformierte Kirchborgumer Kirche befindet sich in Kirchborgum, einem Stadtteil von Weener in Ostfriesland. Das Gotteshaus ist direkt am Emsdeich gelegen und stammt aus dem Jahr 1827. Der Westturm wurde 1766 errichtet.

## Geschichte
In vorreformatorischer Zeit unterstand der Ort der Propstei Hatzum im Bistum Münster, bis sich die Gemeinde dem reformierten Glauben anschloss. Die erste Kirche des Ortes wurde 1636 gegenüber von Driever erbaut, versank aber noch im 17. Jahrhundert in den Fluten der Ems, die infolge eines Deichdurchbruchs ihren Flusslauf geändert hatte. So wurde ein neues Gotteshaus errichtet, das jedoch nach weniger als 200 Jahren infolge von Baufälligkeit abgerissen werden musste. Der heutige schlichte Backsteinbau entstand im Jahr 1827 als Saalkirche nach Plänen von J. B. Kröger im Stil des Klassizismus. Der Glockenturm datiert von 1766 und wurde anstelle des abgängigen Vorgängerturms errichtet. Finanziert wurde er aus dem Geld der Armenkasse. Im Zweiten Weltkrieg wurde die Kirche stark beschädigt, sodass die Einwohner des Ortes bis zur Wiederherstellung des Gebäudes zunächst in Weener den Gottesdienst besuchen mussten.

## Architektur
Der Saalbau zeichnet sich an den Langseiten durch je vier Rundbogenfenster aus, die durch Lisenen gegliedert werden. Ein Krüppelwalmdach bildet den Abschluss, dem an den Enden zwei schlichte Kreuze aufgesetzt sind. Die Ostseite hat zwei halbkreisförmige Fenster, die von Lisenen flankiert werden. Im Giebelbereich ist eine halbkreisförmige Blendnische eingelassen. Darunter ist auf einer Tafel das Baujahr 1827 zu lesen. Eine schlichte hochrechteckige Tür gewährt Zugang zum abgetrennten Ostteil der Kirche.
Der gedrungene Glockenturm im Westen, der auch als Eingang dient, hat an den drei freistehenden Seiten je zwei Lisenen, die bis zur Traufe reichen. Der Schlussstein des Rundbogenportals aus hellem Sandstein trägt die Inschrift „H. S. 1766“. Darüber ist eine querrechteckige Bauinschrift eingelassen: „1766. Is dese Toorn gebouwt van de Heeren Inter Senter en Gemeente Borgens, Peter Rösing, damaliger Pastor, und Hinderk Holtkamp Kerkvoogd Tjabe S. Groeneveld Armvoorstaand Gerjet T. Memming Volmagt Dirk Jans Volmagt.“ Der Turm hat drei kleine Schlitzfenster und im Norden und Süden rundbogige Schallöffnungen für das Geläut. Der Pyramidenhelm wird von einem Knauf, einem verzierten Kreuz und einem Wetterhahn bekrönt.

## Ausstattung

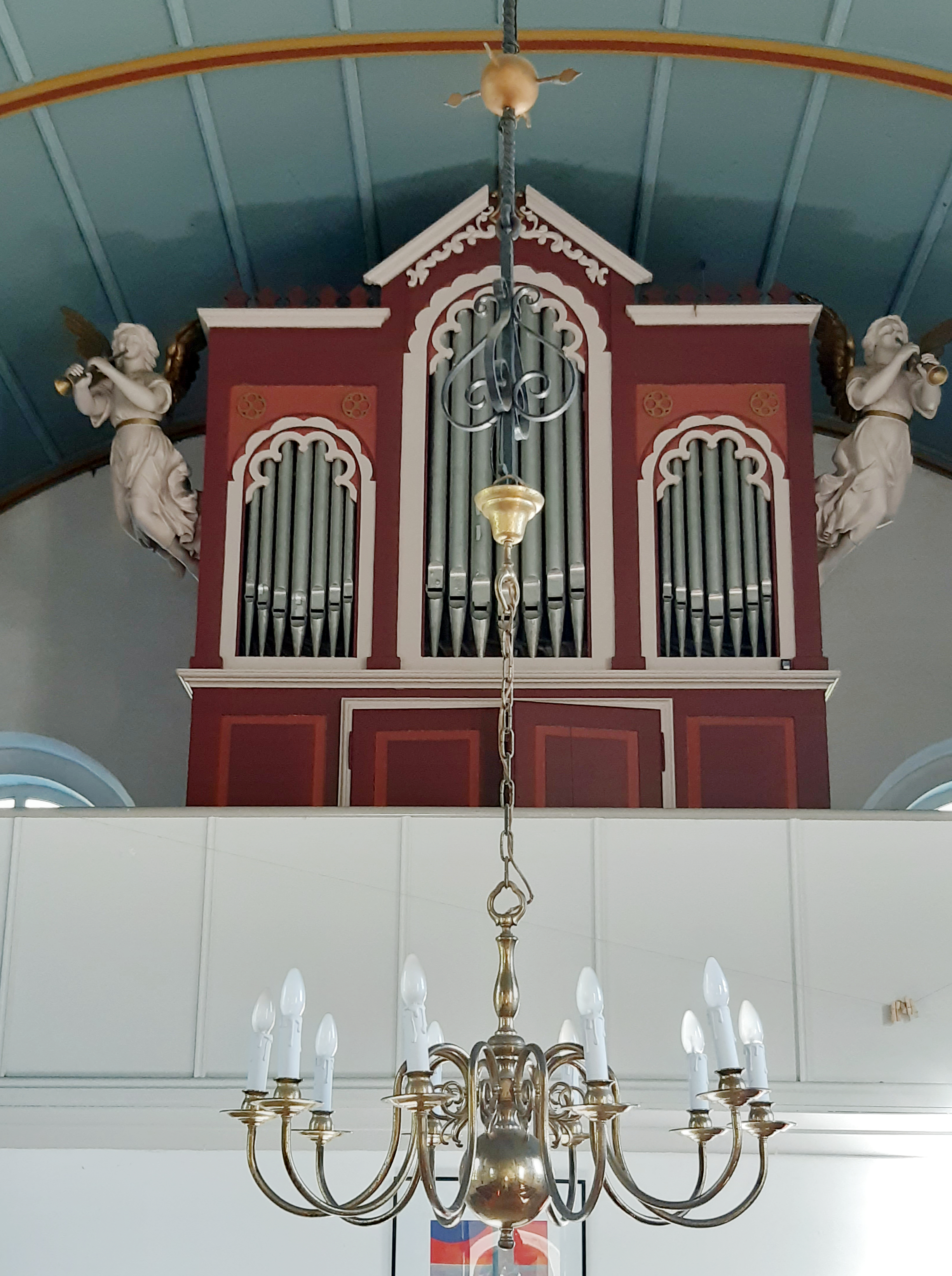
Rohlfs-Orgel

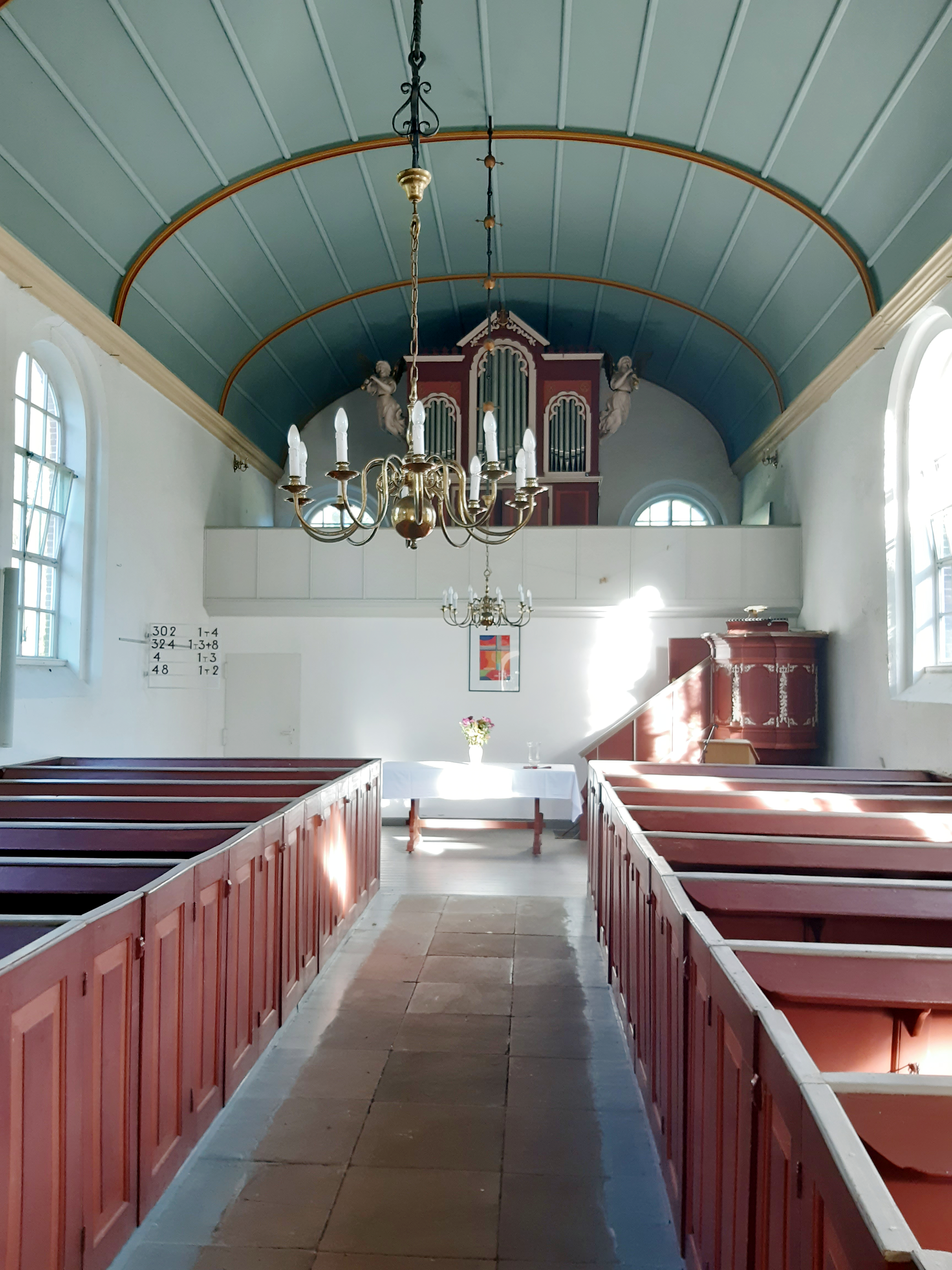
Innenraum Richtung Osten

Das Innere wird von einem pastellgrünen hölzernen Tonnengewölbe überspannt. Der östliche Bereich ist bis in halber Höhe abgetrennt und hat eine schlichte graue Brüstung. Die polygonale Biedermeier-Kanzel aus der Vorgängerkirche in der Südostecke und die Orgel auf der Ostempore sind die prägenden Ausstattungsstücke. Die korrespondierende Westempore ist über den Kirchturm begehbar. Das Kastengestühl in weinroter Fassung lässt einen Mittelgang frei. Zu den Vasa Sacra gehören ein Kelch aus dem Jahr 1654 und Kanne, Brotteller und Kelch aus dem 20. Jahrhundert.
Die Orgel wurde 1876–1878 von den Gebrüder Rohlfs mit acht Registern auf einem Manual und Pedal gebaut und ist weitgehend erhalten. Eine Sanierung ist in Planung. Der neuromanische Prospekt hat drei Rundbögen und einen überhöhten Mittelgiebel und wird seitlich von zwei Engeln flankiert. Die Disposition ist romantisch geprägt und lautet wie folgt:
| I Manual C– |    |
| Principal   | 8′ |
| Salizional  | 8′ |
| Oktave      | 2′ |
| Mixtur      |    |

| II Manual C– |    |
| Bordun       | 8′ |
| Octave       | 4′ |
| Flöte        | 4′ |

| Pedal C– |     |
| Subbass  | 16′ |

- Koppeln: I/P
- Spielhilfe: Ventil